# Kababina superna
Espèce
Kababina superna est une espèce d'araignées aranéomorphes de la famille des Stiphidiidae.

## Distribution
Cette espèce est endémique du Queensland en Australie. Elle se rencontre vers 1 100 m d'altitude sur le mont Lewis.

## Description
La carapace de la femelle holotype mesure 2,2 mm de long sur 1,5 mm de large, son abdomen 2,7 mm de long.

## Publication originale
- Davies, 1995 : A new spider genus (Araneae: Amaurobioidea: Amphinectidae) from the wet tropics of Australia. Memoirs of the Queensland Museum, vol. 38, p. 463-469 (texte intégral).